# Jimmy Two-Shoes
Jimmy Two-Shoes (conocida en España y el resto de Europa como Jimmy Cool) es una serie animada infantil canadiense creada por Breakthrough Animation para Teletoon y Jetix (en la segunda temporada, Disney XD). La serie se estrenó por Teletoon el 21 de marzo del 2009 y en Disney XD en Estados Unidos el 13 de febrero. La serie se centra en torno a las hazañas de Jimmy, un chico de 14 años que vive en Miseryville (Ciudad Tristeza), un pueblo miserable lleno de monstruos y demonios, y trata de hacer feliz a la gente que lo rodea junto a sus amigos Beezy y Heloise.
En España, la serie se estrenó el 19 de septiembre de 2009 (junto con el lanzamiento del canal), mientras que en Latinoamérica, fue estrenada por Nickelodeon el 5 de octubre del 2009.
En el verano de 2015, fueron reemitidas las dos temporadas en España en Disney XD.

## Argumento
La serie trata sobre las aventuras de un suertudo y feliz chico de 14 años, en la que hace de su misión encontrar diversión en donde quiera que vaya. Esto es un reto porque Jimmy vive en Miseryville (Ciudad Tristeza en Latinoamérica y Ciudad Miseria en España), el pueblo más infernal en sus alrededores, gobernado por el tirano de Lucius Atróz el VII. Ciudad Tristeza tiene una única industria principal, Tristeza Inc., que fabrica productos que garantizan miseria y que no tiene política de devolución. Junto con sus mejores amigos Heloise (mitad genio, mitad destructora masiva y violenta) y Beezy (amante de las aventuras, comedor excesivo de papas y mejor amigo de Jimmy), Jimmy tiene que pasar todos los obstáculos y contagiar su infecciosa felicidad a todo el pueblo. 

## Escenarios
- Ciudad Tristeza - El pueblo está bajo el control de Lucius Atróz el VII. Su meta es hacer que el pueblo tengo la peor calidad de vida posible. El planeta Ciudad Tristeza (posiblemente Ciudad Tristeza sea todo el planeta) tiene grabado el logo del gobierno Atroz en una gran parte de su superficie, y tiene un cielo amarillo (rojo en algunos episodios) y 3 soles. La mayoría de sus habitantes son monstruos a excepción de Jimmy y Heloise, que son los únicos humanos allá. La fábrica de Tristeza Inc. bloquea de luz al pueblo. Ciudad Tristeza está rodeada por altas montañas, prados de pasto, bosques y volcanes.

- Tristeza Inc. - Es una gran fábrica dirigida por Lucius. Tiene forma de una cara larga. Los trabajadores siempre crean diferentes productos para hacer de las personas miserables o tristes (de ahí el nombre). La fábrica es destruida en varios episodios y casi siempre es culpa de Jimmy. Heloise tiene un laboratorio ahí. Lucius tiene una oficina donde parece que vive ahí usualmente. Hay una gran "sala de conferencias" y hay TVs y cámaras en todas partes. Muchos monstruos trabajan allí contra su voluntad y no reciben tiempo libre, no les pagan y no se benefician de su trabajo.

- Payasoburgo - Es una parte de Ciudad Tristeza donde los payasos salvajes viven allí.

- El abismo de la nada - Apareció en algunos episodios. Se dice que es un gran agujero negro lleno con tristeza y desesperación en el que ninguno logra escapar, aunque todos los que han estado adentro terminan vivos en el episodio siguiente sin saber de como salieron de allí. Algunas veces Lucius lo usa para deshacerse de Jimmy, pero normalmente él y Sammy terminan allí por accidente. (Nunca se menciona dónde el agujero dirige o cómo se sale de allí) En "Feliz cumpleaños, Lucius" es renombrado a "El abismo de la nada de cumpleaños" en donde aparece con un sombrerito de fiesta en su "cabeza".

- La playa de Ciudad Tristeza - Es un océano de lava. Varias personas no se atreven a nadar porque está lleno de monstruos.

- El lago de chocolate - Es un lago de chocolate subterráneo escondido debajo de la fábrica de Tristeza inc. Lucius prohíbe a todos "tocarlo", pero en "Habrá chocolate" es descubierto por Jimmy, Beezy y Heloise.

- El campo de golf de Ciudad Tristeza - Es un campo de golf construido en volcanes por Heloise y se puede inundar.

- Isla de Ciudad Tristeza - Es un lugar de vacaciones popular durante las vacaciones de primavera que tiene dos partes: Uno bonito y agradable, la otra vil y mortal

## Personajes

### Protagonistas

#### James "Jimmy" Two-Shoes
Es el protagonista. Es un chico optimista de 14 años en busca de aventuras. Es alto, tiene cabello rubio y un hueco entre sus dientes. Viste una camiseta verde y un par de jeans azules. Tiene la misión de difundir felicidad en Ciudad Tristeza (Ciudad Miseria en España), lo que lo convierte en una fuente de irritación para Lucius Atroz el VII, a quién Jimmy le apoda "Lucy". Es habitualmente visto haciendo actividades extremas a pesar de las advertencias de Heloise, su mejor amiga. Se distrae muy fácilmente y siempre piensa que puede hacer cualquier cosa divertida. Una de las cosas que más le gusta hacer es salir con sus mejores amigos Beezy y Heloise. Él siempre actúa antes de pensar. En el capítulo, "Catálogo de Tristeza", se muestra de que podría tener problemas económicos. Jimmy también tiene coraje y podría entrometerse en una situación de vida o muerte para ayudar a las personas. Su identidad de super héroe es Super Calamar, que le da el don de un potenciador muscular basado en un calamar, inventado por Heloise, acompañado de unos guantes morados y una máscara. Sus poderes principales son el uso de los tentáculos de la máscara de calamar como brazos extra, y arrojar tinta líquida.
Jimmy es también inconsciente y de mente lenta de que Heloise está enamorada de él, incluso cuando ella trata de hacerlo obvio, ya que cuando intenta hacer algo lindo, sucede algo inesperado y se vuelve en un plan malvado. Jimmy es la única persona en toda Ciudad Tristeza que no está asustada de Heloise debido a sus "motivos". Es el único que tiene compasión por ella. Sin embargo, tuvo afección por ella en muchas ocasiones. Él se preocupó por ella acerca de hacerla perder su empleo en el capítulo "Catálogo de Tristeza". También se fijó especialmente en su vestido en "Olor de un Atroz" y fue el único que quiso rescatarla del secuestro de los payasos en el episodio de la segunda temporada "Atroz vs Payasos". En el episodio de la segunda temporada "El admirador secreto de Heloise", se le ve a Jimmy celoso de que se enterara de que Heloise estaba saliendo con Peep, el hijo de Rodolfo (su nombre real es Jamie Two-Squirrels), y estuvo espiándolos todo un día. A veces, Jimmy es algo crédulo y fácil de engañar. Se ve que es casi imposible de hacerlo enojar (algunas cosas que solo lo molestan es el sabor a caramelo y los pepinillos), y a veces es ignorante de la culpa de otros. Jimmy a veces molesta a algunos personajes, especialmente a Lucius. Jimmy y Heloise aparecen como los únicos "humanos" en toda Ciudad Tristeza (ningún personaje ha mencionado esto en el show). Aparentemente, él no ha vivido en la ciudad por mucho tiempo, como se ve en algunos episodios: en "Yo soy Jimmy", el no sabía acerca de la hibernación o la definición de "castigado" en Ciudad Tristeza en el episodio "Paletas Heladas" (significa ser enterrado vivo en forma vertical de pies a cabeza).
Él tiene una mascota perro-monstruo llamada Cerbee, en el que su comportamiento es muy similar a los perros regulares (de hecho, los personajes siempre se refieren a Cerbee como un perro). Jimmy vivía en otro lugar además de Ciudad Tristeza y, de alguna manera, terminó allí por una serie de eventos, como la vez en la que él menciona la nieve a Beezy y Heloise en el episodio "Un día frío en Ciudad Tristeza", quienes no sabían sobre ella, ya que nunca había nevado en la ciudad antes. Su casa está entre la de Beezy y Heloise. Parece no ir al colegio. Su eslogan es "Jimmy, eres un genio loco", que muchas veces dice cuando tiene una idea. Los padres de Jimmy y Heloise nunca son mencionados en el show y nunca aparecen. Él es un fanático de Corredor y las Hemorragias Nasales. Su historia está basada en el cuento folclórico de Goody Two-Shoes.

#### Beezy J. Atroz
Es uno de los mejores amigos de Jimmy. Él es un monstruo con forma de diablo rojo y gigante que siempre lleva unos shorts marrones. Es descrito como vago, holgazán, despistado y egoísta, además de ser el hijo adolescente de Lucius Atróz el VII. Se parece a su padre físicamente, pero es mucho más grande y tiene una cola. Beezy es uno de los monstruos más grandes en toda Ciudad Tristeza, pero en el capítulo "La mejor broma de la historia", se muestra que no hace más de un año que Beezy tenía la estatura que Lucius y Sammy. Es conocido de tocar el teclado eléctrico en "EscupeTube" y en "Un día frío en Ciudad Tristeza"
Normalmente, Beezy prefiere salir con Jimmy y Heloise antes que esparcir tristeza, por mucho de que su padre tenga decepción sobre él. Lucius a veces se avergüenza de que él sea su hijo, debido a su relación con él. Beezy frecuentemente es visto descanzando en un sofá, incluso al aire libre, y constantemente usa la frase "¡No, tu lo eres!" como una respuesta a un insulto, incluso cuando la frase no tiene sentido. En la temporada 2, la nueva frase de Beezy es "Burn!" (en español, "¡Quema!" o "¡Arde!") en respuesta a cada insulto. Jimmy usualmente tiene que alimentarlo para que lo ayude. A Beezy no le cae Heloise, a quién trata de hacerle bromas pesadas pero siempre termina con la broma en su contra. Beezy y Heloise siempre pelean acerca de quién es el mejor amigo de Jimmy. En capítulo "Siempre hay un hipo", Beezy besa accidentalmente a Heloise (algo que ellos odian). Uno de los comportamientos más negativos de Beezy pueden verse en el capítulo "Jimmy Casamentero", como cuando obliga a un niño a rasurar su espalda o lamer la espalda de un extraño cualquiera (quien, a su vez, lamía una pared de concreto). También tiene una novia llamada Saffi, a quién Jimmy le presentó en ese mismo capítulo, pero en el episodio de la segunda temporada "Ella me ama" ("She Loves Me"), él rompe con ella. También se muestra que odia la idea de que alguien salga con su novia, como se puede ver en el episodio "Lo hizo Butley". Constantemente, Beezy come en exceso, duerme en exceso y habla con el celular en exceso. Él odia los baños y los bordes de pizza. Es también conocido por orinar sentado en el episodio "El gran caño". También le gusta halagarse a sí mismo. En el episodio de la segunda temporada "The Great Horn Fairy" (en español, "La hada madrina de los grandes cuernos"), se revela que la 'J.' en su nombre significa JoJo.
Aparentemente, él maneja un tipo de negocio a que llama "Agencia de Talentos Beezy". Su tarjeta de presentación consiste en una foto pobremente hecha por él con una sustancia pegajosa verde pegada hacia ella, y cabello hecho con marcador. Beezy, aparentemente, es el único Atróz que no se llama Lucius, como sus antepasados. Cuando se viste para una ocasión especial, se pone un collar blanco, una corbata negra y mangas de camisa blancas a su ropa casual. Su identidad de superhéroe es Spaghetti Beezy, en donde solamente pone sobre su cabeza una olla llena de spaghetti. Beezy usa su aliento nauseabundo como su superpoder. Vive en un lugar que parece el garaje de su padre, al lado de Jimmy y la mansión de Lucius. La casa de su padre y la suya tienen figuras de cráneos. Su mamá nunca ha sido mencionada en el show. Él es un fan de Corredor y las Hemorragias Nasales. Su nombre probablemente proviene de Beelzebub.

#### Heloise
Ella es una pequeña niña de 8 años o de 10 años superinteligente pero destructiva . Ella se ve como una científica loca que disfruta de extender el caos más allá de donde va, aunque tiene la apariencia de una pequeña, traviesa y dulce niña de pelo castaño y ojos verdes. Lleva una túnica/bata carmesí, incluso lo lleva a la playa o para dormir y se le ha visto de vez en cuando con lentes. Ella lleva el pelo con cola de caballo y tiene una cicatriz en su frente. Al parecer no asiste a la escuela. Trabaja para Lucius como inventora superior en Tristeza Inc. mediante la creación de la desesperación que inducen productos para la empresa. Ella tiene temperamento violento. Ella está enamorada de Jimmy, pero no en particular la atención, ya sea para Beezy o Cerbee, tolerando de ellos (apenas), principalmente debido a su afición por Jimmy. También está demostrado que envidia a otras chicas que entran en contacto con Jimmy, como cuando pensaba que Jez y Jimmy eran novios, cuando en realidad estaba ayudando a Lucius. Ella es considerablemente más pequeña que Jimmy, pero ella es hiperinteligente y tiene un trabajo, por lo que simplemente puede ser pequeña. Se supone que ella puede estar alrededor de la misma edad que Jimmy y Beezy, pero que no puede ser probada. Ella no se involucra en una «actividad normal» que pudiera indicar su edad. Ser buena es imposible para ella, no importa lo mucho que trate, que suele durar 5-10 minutos o menos, ya que el lado malo de ella siempre gana. Ella se encuentra generalmente en su mejor estado de ánimo si pasa tiempo con Jimmy, sobre todo si están solos, sin embargo, puede perder rápidamente la paciencia, si alguien invade, si Jimmy no devuelve sus afectos, o cualquier cosa que le molesta en absoluto se produce. Ella parece ser un residente de toda la vida de Ciudad Tristeza, ella también está totalmente desorientada cuando Jimmy menciona la nieve. Está demostrado que es aficionada en aplastar fantasmas. Ella es fan de Goteo y las Hemorragias Nasales. Su nombre deriva de la palabra infierno, Hell-oise (hell - infierno en inglés).

### Antagonistas

#### Lucius Heinous the VII
Lucius Heinous the VII (más conocido en Latinoamérica como Lucius Atróz el Séptimo y en España como Lucius Séptimo el Terrible) es el gobernante tirano de Miseryville. Se asemeja a un demonio con piel roja y cuernos, sin embargo tiene una estatura igual a la de Heloise, y es también el padre de Beezy J. Heinous. Él tiene un gran desprecio por su archienemigo, Jimmy, por su feliz y suertuda actitud que a menudo actúa como papel de aluminio para sus parcelas para que la ciudad aún más miserable. Él tiene un hijo, Beezy, que se rebela contra su voluntad, al que busca una escusa para divertirse con Jimmy. También tiene una novia que se llama Jez que se parece a un gato humanoide azul. Es un idiota cuando se trata de hacer nuevas ideas miserables y se basa en las invenciones de Heloise, que inevitablemente se atribuye, y si algo sale mal, por supuesto, se apresura a culpar a Heloise. Sin embargo, en "Siempre hay un hipo" fue capaz de diseñar un dinosaurio que aterroriza a los niños. También es muy corto y es un ególatra que muestra que tiene un complejo de Napoleón. Su nombre se deriva probablemente de Lucifer.

#### Sammy Garvin
Él es el asistente de Lucius que tiene sueños de estrellato y fama. Él es más bien tímido y débil, y es, a menudo, abusado verbalmente por su jefe. Se asemeja a un duende. En "Paletas heladas" se revela que él también trabajó para el padre de Lucius, Lucius sexto El Terrible por lo menos 87 años. Habla con un ceceo fangoso.

### Personajes Secundarios

#### Jez
Ella es la novia de Lucius que es criatura antropomorfa azul que tiene narices intercambiables. Ella es muy egoísta y consentido, y con frecuencia se rompe o amenaza con romper con Lucius si no es capaz de complacer a su ego (un acto que es casi imposible que ella se demuestra que es muy exigente). Ella vive en una mansión blanca y tiene un perro llamado Jasmeen, que una vez se enamoró de perro de Jimmy, Cerbee. 

#### Cerbee
Es la mascota leal, pero traviesa de Jimmy. Él es un perro monstruo que su cabeza se asemeja a una cabeza de Cerbero (de ahí el nombre). Le encanta comer cualquier cosa. Una vez se enamoró de perro de Jez, Jasmeen. El perro se caracteriza por su energía. En "Perro-monstruo", Heloise le dispara tranquilizadores, pero él, Cerbee, no tiene signo alguno de verse cansado (eso explica porque no hibernó en "Yo soy Jimmy") 

#### Saffi
Ella es la novia de Beezy, una monstruo naranja, de un solo ojo. Por lo general no dice muchas palabras, aparte de 'destruir', 'yogur', y 'suavemente suave'. Ella tenía un odio a las estatuas y destruirá todas las que ve. De hecho, la única pena real que ha hablado en el programa fue: "No, yo sólo odio estatuas". En "Butley lo hizo", también dijo "rasposamente rasposo". También, en "Me casé con un gorgojo", dice: "no me importa". 

#### General Molotov
Es un monstruo de color bronceado con orejas puntiagudas y un sólido cuerpo. Trabaja para Lucius y tiene un hijo adolescente, una hija y una esposa que lo intimida. En "Una idea traída por los pelos" explota cuando Jimmy le obliga a comer demasiadas galletas (Sin embargo, parece estar bien en los episodios siguientes). Él habla con un acento ruso.

#### La esposa de Molotov
Es la esposa de Molotov. Ella es una monstruo amarilla con 4 brazos y 4 piernas. Es mandona y estricta. Se ve en algunos capítulos en que ella y Molotov tienen problemas de matrimonio. Es posible que ella no sea tan inteligente, como aparece en "Bebe en auge", cuando ella le pregunta a una langusta donde está su esposo, y al rato ella no se da cuenta de que la langosta murió hace unos instantes. Tal como su esposo, habla con un acento ruso.

#### Tori
Es el hijo del general Molotov. El disfruta hacer vomitar a su pequeña hermana con trucos inexplicables (salvo cuando en "Bebé en auge" la hace girar violentamente de un columpio). Se pone celoso de la atención de y a otras personas. Él es un fan de Goteo y las Hemorragias Nasales. El episodio "Bebé en auge" és el único episodio en que habla. Él no tiene un acento ruso.

#### Bebé Blamo
Ella es la pequeña hija de Molotov y la hermana pequeña de tori. Ella es una pequeña bebé muy adorable que vomita cuando está feliz.

#### Rodolfo
Es un vendedor ambulante, famoso en el pueblo. En la segunda temporada, es el maestro de Jimmy sobre bailes, quién a veces le pone un traje tutú para practicar.

#### Reggie el gorgojo
Es el jefe de la tribu gorgojo en el Monte Tristeza. Él y Lucius se odian debido a una "pequeña" broma del primero al quitarle a Lucius su "Cuchi orejas largas"

### Personajes menores

#### Lucius Atróz el VI
Es el padre de Lucius VII y el abuelo de Beezy, quien está congelado en el sótano de la fábrica Tristeza Inc.. Él, obviamente, no convive con su hijo, como en "Paletas heladas". En "Jimmy, no seas un héroe" dice que él ha estado congelado por 20 años. A él también se le ve haciendo un mejor trabajo en propagar miseria. Lucius VII congeló a su padre por ganar un juego de bowling contra él, aparece en "Una noche en el museo Atróz"

#### Dorkus
Es una pequeña criatura de color gris y es el asistente de Heloise. El lleva unos lentes de una sola lente (él tiene un solo ojo) y un uniforme. Él parece ser un inventor, aunque sus inventos no son prácticos comparados con los de Heloise.

## Producción
La serie, producida por Edward Kay y Sean Scott, comenzó su incepción en 2006 empezando con el dibujo de algunos sketches de los personajes originales. La trama iba a tomar lugar en el infierno, pero se cambió de trayectoria y se decidió por hacer el lugar más amigable para el público infantil en la versión final. Según Edward Kay, originalmente Jimmy sería un chico simpático e inocente y sus expresiones iban a ser distintas con un estilo más infantil, que fue atropellado por un autobús y termina al infierno por un error. Heloise, quien iba a ser una asesina serial que muere por un disparo - es por eso que tiene una cicatriz en la frente -, aparece como una zombi en el proyecto, que ve a Jimmy como un experimento para sus torturas malignas. Pero, al no poder hacerlo sufrir, se enamora de él y se convierte en humana. Según Kay, se debe a que Heloise "encuentra, en la buena forma de ser de Jimmy, la última pizca de humanidad que en ella aún se puede encontrar". La idea de Jimmy como un chico inocente y la de Heloise como una científica loca, malévola y enamorada de Jimmy se mantiene tras el cambio de trayectoria a lo largo de las 2 temporadas. Lucius Heinous VII iba a ser encarnado en el proyecto original como una variación de Lucifer (el ángel caído) y un dictador; tras el cambio, se le asignó el complejo de Napoleón y es constantemente humillado a lo largo de la serie. Para Beezy, su nombre provendría de Beelzebub, una deidad satánica, y tendría el comportamiento maligno, pero tras el cambio, se le cambia el nombre a Beezy y se le asigna como el mejor amigo de Jimmy. El piloto de la serie original fue presentado al canal infantil canadiense Teletoon, el cual compró los derechos de la serie para su emisión en Canadá y esttuvo perdido desde que la serie cambió su rumbo. Actualmente, el piloto se puede encontrar en la plataforma de YouTube.

## Teledifusión
La serie animada comenzó a ser producida a finales del 2007 y concluyó su realización un año después, en diciembre de 2008. The Walt Disney Company compró los derechos de la serie para su emisión en Estados Unidos por el bloque Jetix de Toon Disney, mientras que Jetix Europe N.V. obtuvo los derechos para su distribución en los canales Jetix de Europa, Medio Oriente y África del Norte. A su vez, la distribución internacional de la serie cayó en manos de Breathrough Entertainment.
A finales de 2008, tras decisión de The Walt Disney Company de aumentar su participación en Jetix Europe de 75% a 96% y de anunciar el relanzo de los canales Jetix a Disney XD o Disney Channel en 2009, Jetix Europe N.V. pasa a ser absorbido por Disney-ABC ESPN Television, sociedad que hereda los derechos regionales de Jimmy Two-Shoes. Por ende, se llevó al cabo el estreno de la serie el 13 de febrero del 2009 por Disney XD en Estados Unidos, coincidiendo con el primer lanzamiento del canal en el país. En Europa occidental (España, Francia, Alemania e Italia), se acordó de que Jimmy Two-Shoes se estrenase en Disney XD como parte del estreno del canal en ese mismo año sustituyendo a Jetix. En el Reino Unido e Irlanda, Holanda, Escandinavia, Rusia y en el resto de países de Europa Central y Oriental (como Chequia, Hungría, Polonia, Eslovaquia, Rumania, Bulgaria, Grecia, Turquía, la ex-Yugoslavia), Israel y expaíses soviéticos, Jimmy Two-Shoes se estrenó por Jetix. Cabe destacar que en Europa, la serie fue presentada bajo el nombre de Jimmy Cool con el fin de localizar su imagen (con la excepción de Francia e Italia, países que usaron denominaciones propias como Jimmy l'éclate y Jimmy Jimmy, respectivamente). En Italia, además de emitirse por Disney XD, formó parte de la programación de Disney Channel.
En el Medio Oriente y el Norte de África, la serie se estrenó por MBC3 por televisión abierta y por Al Jazeera Children's Channel (más adelante, JeemTV) por televisión paga, en ambos canales transmitiendo en idioma árabe. También en la región, se pudo ver la serie por la señal de Jetix Turquía y después por Disney XD Turquía, en inglés sin subtítulos.
Breakthrough Entertainment vendió los derechos de la serie para su emisión en Japón a Walt Disney Television International Japan el 7 de julio de 2009 para su estreno por Disney XD a finales del mismo año. En Australia, Nueva Zelanda y el Sudeste Asiático, Turner Broadcasting System Asia-Pacific le compró los derechos de la serie a Breakthrough y estrenó la serie por Cartoon Network a finales de 2009. A partir de 2016, la serie vuelve a emitirse en la región por Boomerang, con el estreno de la segunda temporada. En Filipinas, la serie comenzó a ser emitida por la cadena de televisión TV5 con doblaje en tagalo dentro de un bloque de programación Boomerang on TV5.
Tras el cambio de Jetix a Disney XD o Disney Channel, el programa siguió emitiéndose en países donde la serie ya se había estrenado. Junto a los países en donde la serie animada se estrenó como parte de la programación de Disney XD, se lanzó la segunda temporada el 9 de septiembre de 2010 en Canadá y el 30 de octubre del mismo año en Estados Unidos. En España, la segunda temporada se estrenó el 12 de marzo del 2011. Sin embargo, en los países en donde Jetix fue reemplazado por Disney Channel, la segunda temporada no se estrenó. Algunas excepciones fueron Israel, país en donde la segunda temporada se estrenó por Disney Channel en 2011, y Polonia, el cual no la estrenó por Disney XD por baja audiencia).
En Latinoamérica, Nickelodeon le compró a Breakthrough los derechos de la serie en la región y la estrenó el 5 de octubre de 2009 en Hispanoamérica y el 2 de noviembre de ese mismo año en Brasil. Fue la segunda serie producida por Jetix en estrenarse por el canal (siendo la primera Capitán Flamingo en 2006). Nickelodeon completó la transmisión de la primera temporada en febrero de 2010 y siguió retransmitiéndola en su programación principal hasta mediados de 2011, cuando fue retirada al bloque nocturno Nick at Nite en el horario de las 2:00 a.m. Jimmy Two-Shoes continuó emitiéndose hasta agosto de 2012, cuando fue eliminada de la programación. El canal no estrenó la segunda temporada por baja audiencia.

## Episodios
| Temporadas | Temporadas | Episodios | Estreno (Estados Unidos) | Último episodio (Estados Unidos) | Estreno (Hispanoamérica) | Último episodio (Hispanoamérica) | Estreno (España)         | Último episodio (España) |
| ---------- | ---------- | --------- | ------------------------ | -------------------------------- | ------------------------ | -------------------------------- | ------------------------ | ------------------------ |
|            | 1°         | 26        | 13 de febrero de 2009    | 14 de noviembre de 2009          | 5 de octubre de 2009     | 23 de diciembre de 2009          | 19 de septiembre de 2009 | 18 de marzo de 2010      |
|            | 2°         | 26        | 9 de septiembre de 2010  | 5 de abril de 2012               | No se estrenó            | No se estrenó                    | 12 de marzo de 2011      | 22 de octubre de 2012    |

## Doblaje

### Para Hispanoamérica
- Jimmy - Johnny Torres
- Beezy - Joel González
- Heloise - Yensi Rivero
- Lucius - Rubén León
- Sammy - Angel Balán

Créditos Técnicos:
- Estudio de Doblaje: Etcetera Group, Caracas, Venezuela

### Para España
- Jimmy - Javier Balas
- Lucius - Antonio Esquivias
- Beezy - Iñaki Crespo
- Heloise - Belén Rodríguez
- Dorkus - Alfonso Manjavacas
- Samy - Mario Martín

Créditos Técnicos:
- Doblaje dirigido por Amparo Valencia. Grabado al estudio "Best Digital" en Madrid.